# Heteromycteris capensis
Heteromycteris capensis és un peix teleosti de la família dels soleids i de l'ordre dels pleuronectiformes que es troba a les costes del sud-est de l'atlàntic (des de Namíbia fins a Sud-àfrica).

## Morfologia
- És de color marró grisenc pàl·lid.
- Té 3 taques fosques al llarg de la línia lateral

## Hàbitat
Els exemplars immadurs són abundants als estuaris sorrencs.